# Куенка (Іспанія)

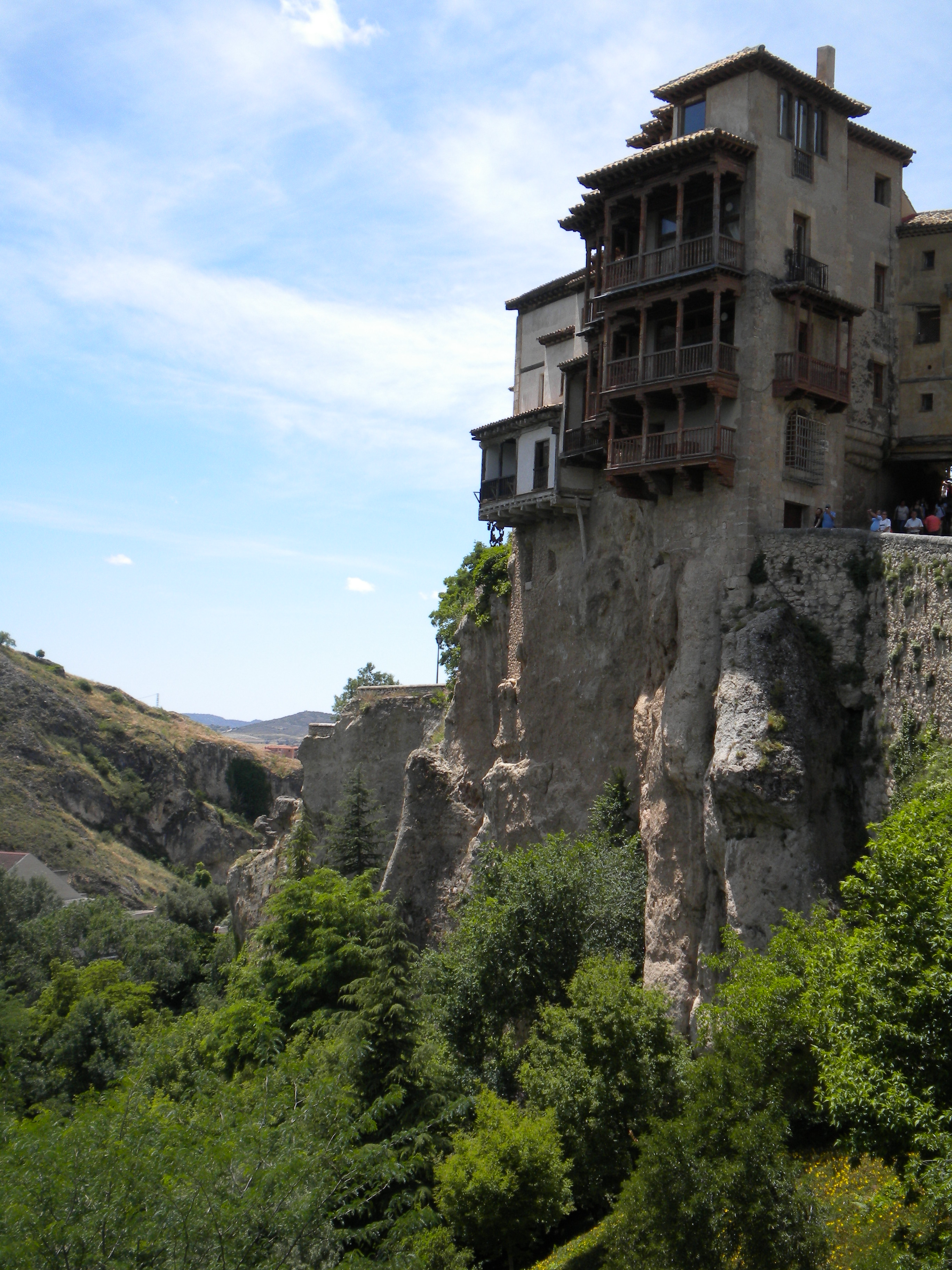
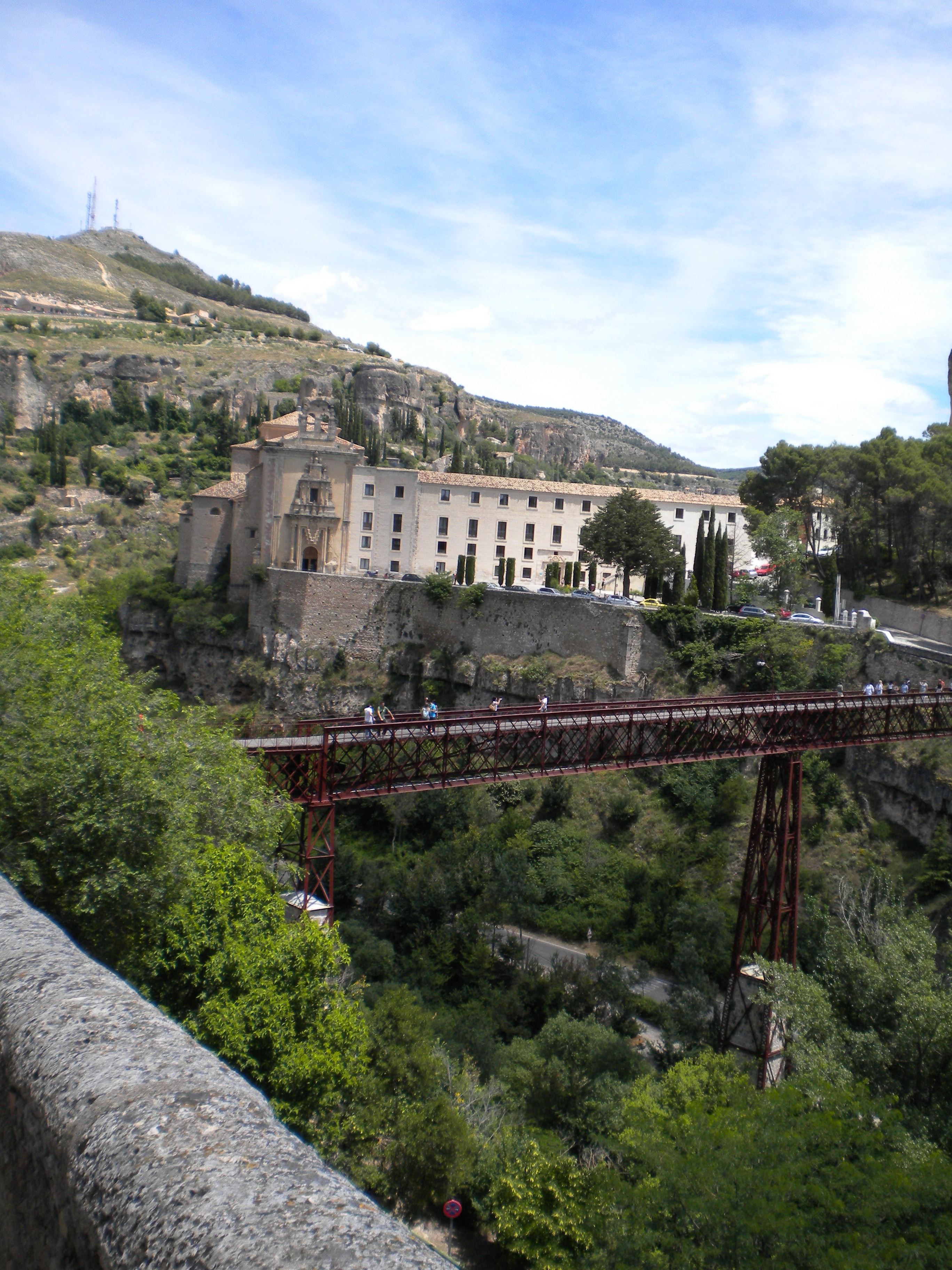
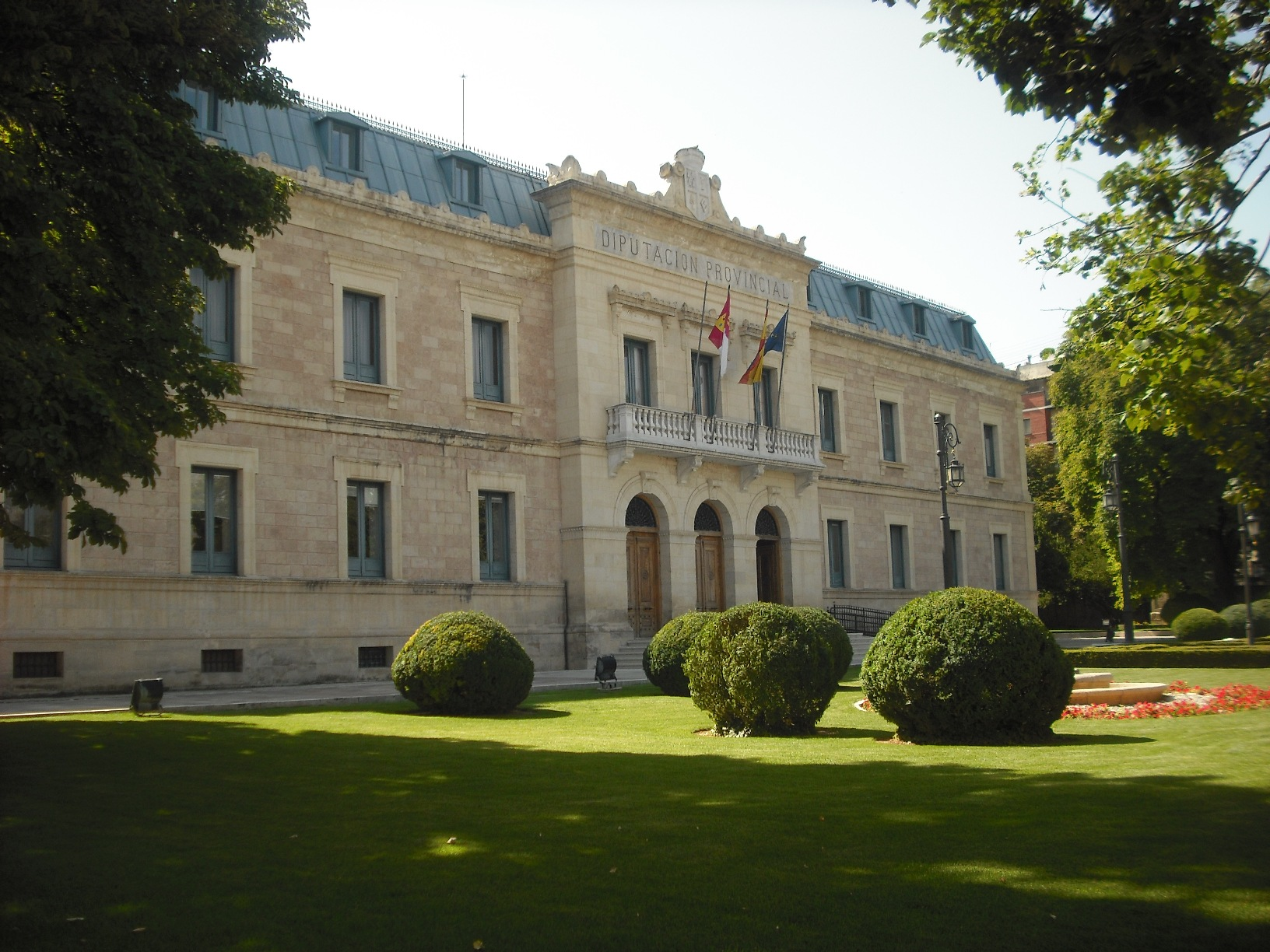
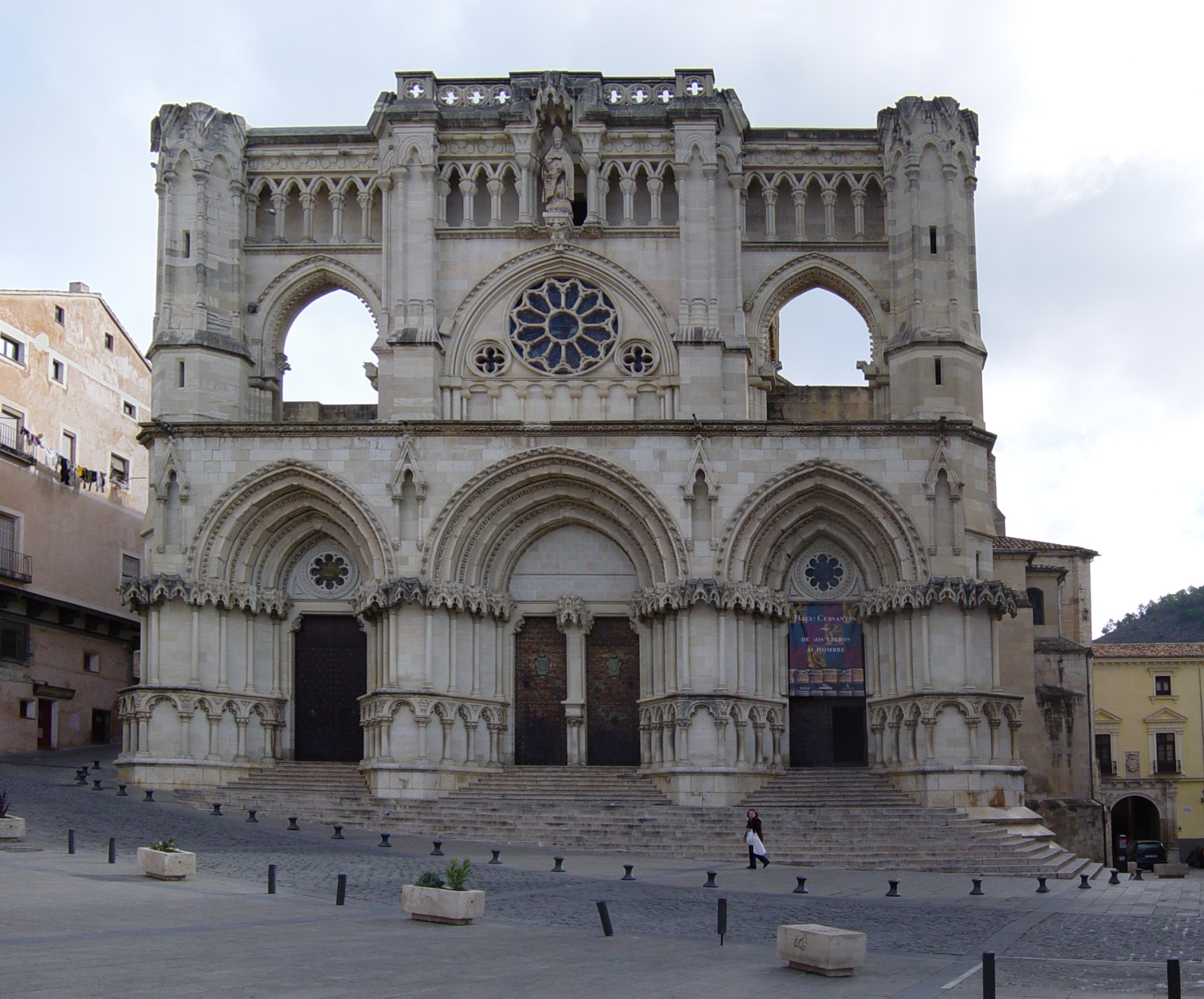
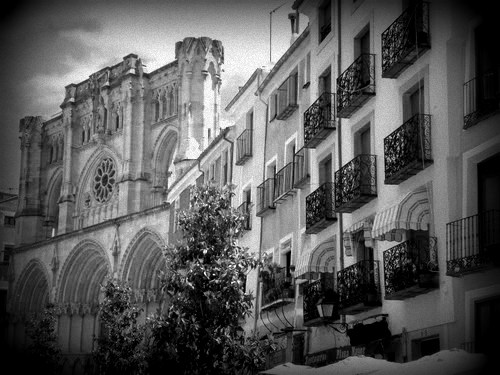
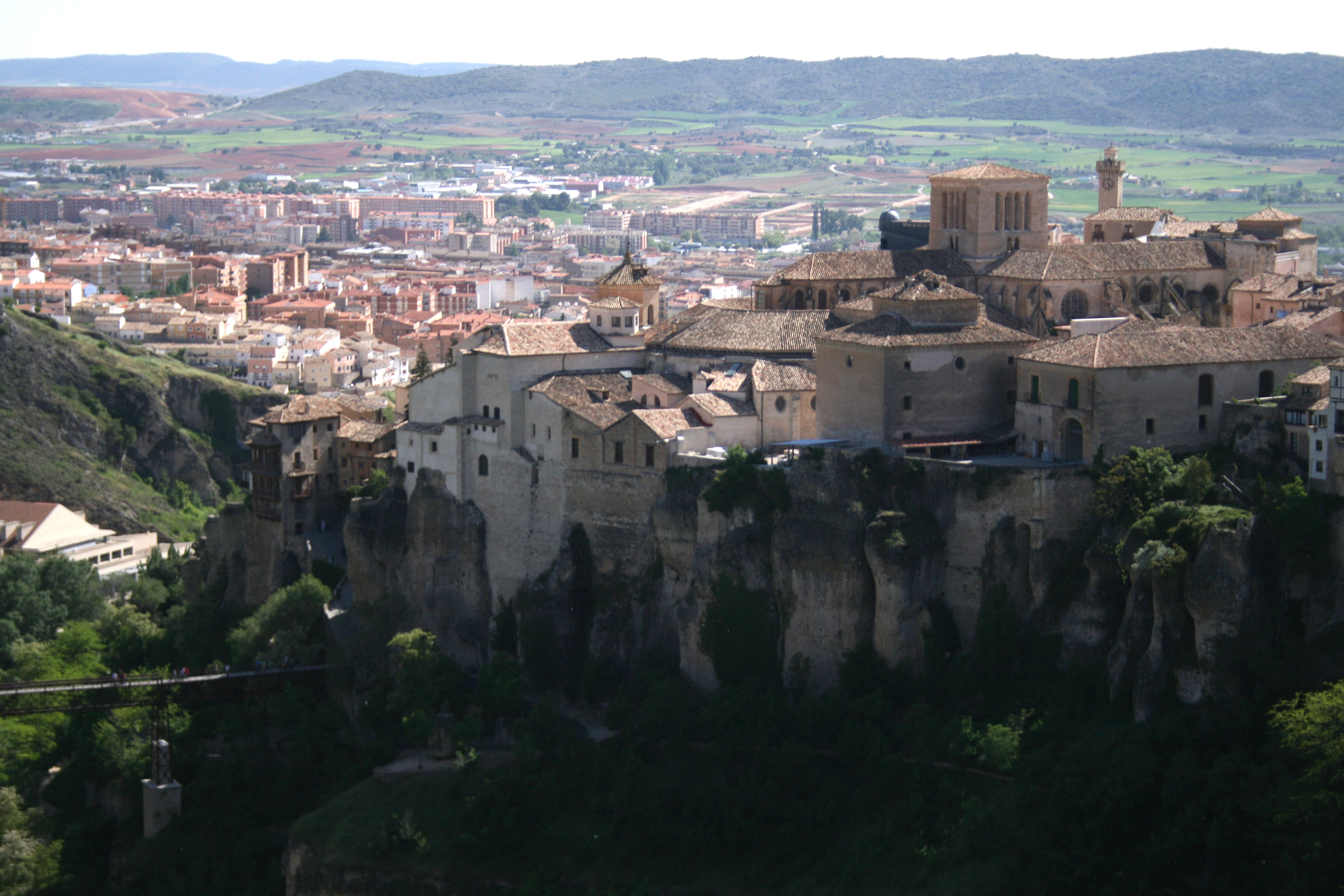
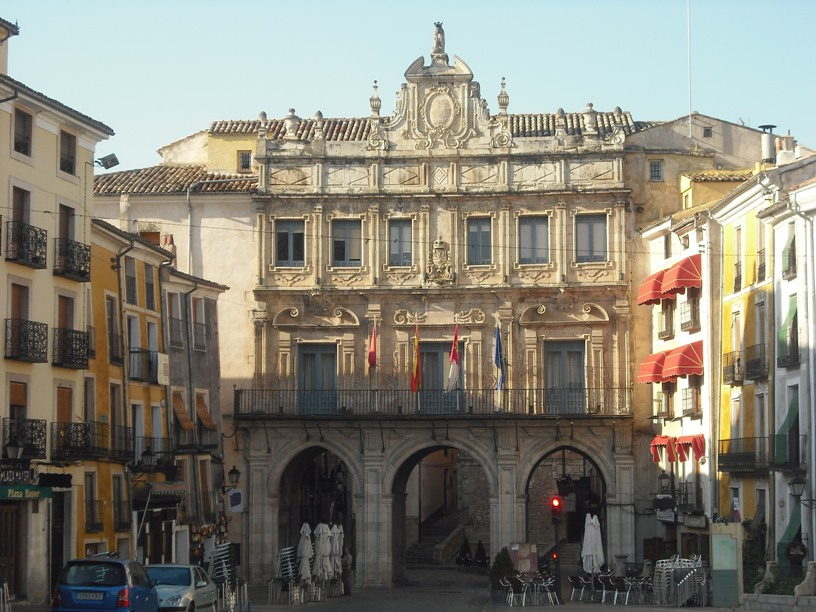
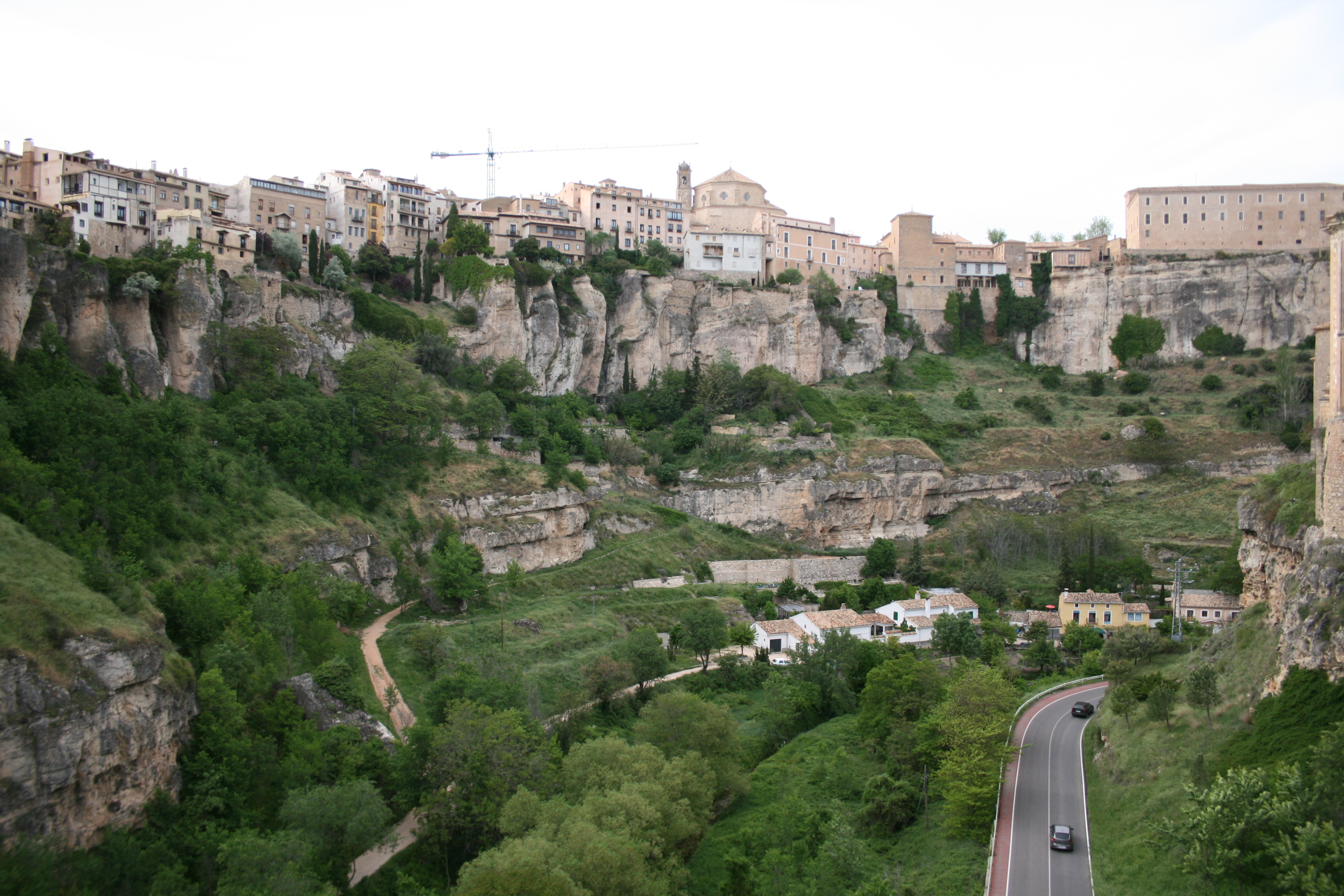

Куенка, або Квенка (ісп. Cuenca) — місто і муніципалітет в центральній Іспанії, адміністративний центр провінції Куенка, однієї з найбільших провінцій Іспанії. Населення міста станом на 2012 рік становило 57 тис. мешканців.

## Релігія
- Центр Куенківської діоцезії Католицької церкви.